# Yusei Nakahara
Yusei Nakahara (中原 優生 Nakahara Yūsei?, nacido el 15 de junio de 1993 en Akune, Kagoshima) es un futbolista japonés que se desempeña como centrocampista.

## Trayectoria

### Clubes
| Club                | País  | Año    |
| ------------------- | ----- | ------ |
| Kagoshima United FC | Japón | 2016 - |

## Estadística de carrera

### J. League
| Club                | Año   | J. League | J. League | Copa J. League | Copa J. League | Total | Total |
| Club                | Año   | Part.     | Goles     | Part.          | Goles          | Part. | Goles |
| ------------------- | ----- | --------- | --------- | -------------- | -------------- | ----- | ----- |
| Kagoshima United FC | 2016  | 29        | 8         | -              | -              | 29    | 8     |
| Kagoshima United FC | 2017  | 16        | 0         | -              | -              | 16    | 0     |
| Total               | Total | 45        | 8         | 0              | 0              | 45    | 8     |